# Ficus robusta
Espèce
Statut de conservation UICN

 LC  : Préoccupation mineure
Ficus robusta est une espèce de plantes à fleurs de la famille des Moraceae.
Son aire de répartition est la Nouvelle-Guinée. C'est un arbre qui pousse principalement dans le biome tropical humide. Il ne doit pas être confondu avec le cultivar « robusta» du Ficus elastica, le caoutchouc. 

## Répartition
Ce taxon se rencontre dans le pays suivant : Papouasie-Nouvelle-Guinée.

## Systématique
Le nom correct complet (avec auteur) de ce taxon est Ficus robusta Corner.